# Линдхольм, Пейя
Пе́тер «Пе́йя» Ру́тгер Ли́ндхольм (англ. Peter «Peja» Rutger Lindholm; род. 2 июня 1970, Эстерсунд) — шведский кёрлингист и тренер по кёрлингу.
Играл на позициях четвёртого, был скипом своей команды. Завершил карьеру игрока в декабре 2007, после чемпионата Европы 2007.
В числе прочего, был участником мужской сборной Швеции на трёх зимних Олимпийских играх (1998, 2002, 2006).
В 2010—2012 был тренером мужской и женской сборных Швеции. В 2010—2019 — национальный тренер Шведской ассоциации кёрлинга. С 2019 — национальный тренер Ассоциации кёрлинга Китая.
Как тренер мужской сборной Китая участник зимних Олимпийских игр 2022.

## Достижения
- Чемпионат мира по кёрлингу среди мужчин: золото (1997, 2001, 2004), серебро (1998, 2000).
- Чемпионат Европы по кёрлингу: золото (1998, 2001), серебро (2002, 2003, 2004, 2005), бронза (2000).
- Чемпионат Швеции по кёрлингу среди мужчин: золото (1993, 1997, 1998, 1999, 2000, 2001, 2002, 2003, 2004, 2005, 2007).[5]
- Чемпионат Швеции по кёрлингу среди смешанных команд: золото (1995).
- Чемпионат мира по кёрлингу среди юниоров: золото (1989), серебро (1988), бронза (1990).
- Чемпионат Швеции по кёрлингу среди юниоров: золото (1988, 1989, 1990).

- Почётный приз Collie Campbell Memorial Award (вручается кёрлингисту, который показывает наилучший уровень игры в кёрлинг и наилучшим образом демонстрирует «дух кёрлинга»): 1995.
- «Команда всех звёзд» (англ. All-Star Team) чемпионата мира среди юниоров: 1989, 1990, 1991.

## Команды
| Сезон                                          | Четвёртый      | Третий           | Второй                                  | Первый                                  | Запасной                                | Тренер                                                     | Турниры                                                     |
| ---------------------------------------------- | -------------- | ---------------- | --------------------------------------- | --------------------------------------- | --------------------------------------- | ---------------------------------------------------------- | ----------------------------------------------------------- |
| 1987—88                                        | Пейя Линдхольм | Магнус Свартлинг | Johan Hansson                           | Niklas Kallerbäck                       |                                         |                                                            | ЧШЮ 1988 · ЧМЮ 1988                                         |
| 1988—89                                        | Пейя Линдхольм | Магнус Свартлинг | Johan Hansson (ЧШЮ) Owe Ljungdahl (ЧМЮ) | Петер Наруп                             | Johan Hansson (ЧМЮ)                     |                                                            | ЧШЮ 1989 · ЧМЮ 1989                                         |
| 1989—90                                        | Пейя Линдхольм | Магнус Свартлинг | Magnus Burman                           | Петер Наруп                             | Томас Нурдин (ЧМЮ)                      |                                                            | ЧШЮ 1990 · ЧМЮ 1990                                         |
| 1990—91                                        | Томас Нурдин   | Эрьян Юнссон     | Stefan Timan                            | Jan Wallin                              | Пейя Линдхольм                          |                                                            | ЧМЮ 1991 (7 место)                                          |
| 1992—93                                        | Пейя Линдхольм | Томас Нурдин     | Магнус Свартлинг                        | Петер Наруп                             | Эрьян Юнссон (ЧМ)                       |                                                            | ЧШМ 1993 · ЧМ 1993 (6 место)                                |
| 1993—94                                        | Пейя Линдхольм | Томас Нурдин     | Магнус Свартлинг                        | Петер Наруп                             | Эрьян Юнссон                            |                                                            | ЧЕ 1993 (5 место)                                           |
| 1994—95                                        | Пейя Линдхольм | Томас Нурдин     | Магнус Свартлинг                        | Петер Наруп                             | Ян-Улов Нессен                          |                                                            | ЧМ 1995 (7 место)                                           |
| 1996—97                                        | Пейя Линдхольм | Томас Нурдин     | Магнус Свартлинг                        | Петер Наруп                             | Маркус Фелдт (ЧМ)                       |                                                            | ЧШМ 1997 · ЧМ 1997                                          |
| 1997—98                                        | Пейя Линдхольм | Томас Нурдин     | Магнус Свартлинг                        | Петер Наруп                             | Маркус Фелдт (ЧЕ, ЗОИ, ЧМ)              | Томас Норгрен (ЧЕ, ЧМ)                                     | ЧЕ 1997 (4 место) · ЗОИ 1998 (6 место) · ЧШМ 1998 · ЧМ 1998 |
| 1998—99                                        | Пейя Линдхольм | Томас Нурдин     | Магнус Свартлинг                        | Петер Наруп                             | Йоаким Карлссон (ЧЕ)                    | Матс Нюберг (ЧЕ), Стефан Хассельборг (ЧЕ)                  | ЧЕ 1998 · ЧШМ 1999                                          |
| 1999—00                                        | Пейя Линдхольм | Томас Нурдин     | Магнус Свартлинг                        | Петер Наруп                             | Йоаким Карлссон (ЧЕ), Маркус Фелдт (ЧМ) | Матс Нюберг (ЧЕ, ЧМ), Стефан Хассельборг (ЧЕ)              | ЧЕ 1999 (6 место) · ЧШМ 2000 · ЧМ 2000                      |
| 2000—01                                        | Пейя Линдхольм | Томас Нурдин     | Магнус Свартлинг                        | Петер Наруп                             | Андерс Краупп (ЧЕ, ЧМ)                  | Матс Нюберг (ЧЕ, ЧМ), Стефан Хассельборг (ЧЕ)              | ЧЕ 2000 · ЧШМ 2001 · ЧМ 2001                                |
| 2001—02                                        | Пейя Линдхольм | Томас Нурдин     | Магнус Свартлинг                        | Петер Наруп (ЧЕ, ЗОИ) Ulf Jonsson (ЧШМ) | Андерс Краупп                           | Матс Нюберг (ЧЕ, ЗОИ), Стефан Хассельборг (ЧЕ)             | ЧЕ 2001 · ЗОИ 2002 (4 место) · ЧШМ 2002                     |
| 2002—03                                        | Пейя Линдхольм | Томас Нурдин     | Магнус Свартлинг                        | Петер Наруп                             | Андерс Краупп (ЧЕ)                      | Ларс-Оке Нурдстрём (ЧЕ)                                    | ЧЕ 2002 · ЧШМ 2003                                          |
| 2003—04                                        | Пейя Линдхольм | Томас Нурдин     | Магнус Свартлинг                        | Петер Наруп                             | Андерс Краупп (ЧЕ, ЧМ)                  | Ларс-Оке Нурдстрём (ЧЕ, ЧМ)                                | ЧЕ 2003 · ЧШМ 2004 · ЧМ 2004                                |
| 2004—05                                        | Пейя Линдхольм | Томас Нурдин     | Магнус Свартлинг                        | Петер Наруп                             | Андерс Краупп (ЧЕ)                      | Ларс-Оке Нурдстрём (ЧЕ)                                    | ЧЕ 2004 · ЧШМ 2005                                          |
| 2005—06                                        | Пейя Линдхольм | Томас Нурдин     | Магнус Свартлинг                        | Петер Наруп                             | Андерс Краупп                           | Ларс-Оке Нурдстрём (ЧЕ, ЗОИ), Стефан Хассельборг (ЧЕ, ЗОИ) | ЧЕ 2005 · ЗОИ 2006 (8 место)                                |
| 2006—07                                        | Пейя Линдхольм | Джеймс Драйбур   | Виктор Челль                            | Андерс Эрикссон                         | Магнус Свартлинг (ЧМ)                   | Стефан Хассельборг (ЧМ)                                    | ЧШМ 2007 · ЧМ 2007 (5 место)                                |
| 2007—08                                        | Пейя Линдхольм | Джеймс Драйбур   | Виктор Челль                            | Андерс Эрикссон                         | Magnus Ekdahl                           | Мари Хенрикссон (ЧЕ)                                       | ЧЕ 2007 (6 место)                                           |
| Кёрлинг среди смешанных команд (mixed curling) |                |                  |                                         |                                         |                                         |                                                            |                                                             |
| 1994—95                                        | Пейя Линдхольм | Катрин Норберг   | Петер Наруп                             | Хелена Гранквист                        |                                         |                                                            | ЧШСК 1995                                                   |

(скипы выделены полужирным шрифтом)

## Результаты как тренера национальных сборных
| Год  | Турнир                                       | Сборная                 | Место |
| ---- | -------------------------------------------- | ----------------------- | ----- |
| 2010 | Чемпионат мира по кёрлингу среди женщин 2010 | Швеция (женщины)        | 4     |
| 2011 | Чемпионат мира по кёрлингу среди мужчин 2010 | Швеция (мужчины)        | 3     |
| 2012 | Чемпионат Европы по кёрлингу 2012            | Швеция (мужчины)        | 1     |
| 2012 | Чемпионат Европы по кёрлингу 2012            | Швеция (женщины)        | 3     |
| 2014 | Чемпионат Европы по кёрлингу 2014            | Швеция (мужчины)        | 1     |
| 2018 | Кубок мира по кёрлингу 2018/2019 (2 этап)    | Швеция (мужчины)        | 2     |
| 2018 | Кубок мира по кёрлингу 2018/2019 (2 этап)    | Швеция (женщины)        | 5     |
| 2018 | Кубок мира по кёрлингу 2018/2019 (2 этап)    | Швеция (смешанная пара) | 8     |
| 2019 | Кубок мира по кёрлингу 2018/2019 (финал)     | Швеция (женщины)        | 7     |
| 2022 | Зимние Олимпийские игры 2022                 | Китай (мужчины)         | 5     |

## Частная жизнь
Начал заниматься кёрлингом в 11 лет, в 1981. В кёрлинг-клуб в Эстерсунде его и Магнуса Свартлинга привёл отец Магнуса, Петер Свартлинг.
По данным на 2005 год, работал менеджером проектов в компании Ericsson Process and Application Consulting в Эстерсунде.
Женат. Жена Ульрика. Трое детей: дочь Майя (род. 1999), сыновья Виктор (род. 2001) и Калле (род. 2005).